# إيمي هينيغ
إيمي هينيغ (Amy Hennig) هي كاتبة ومخرجة ألعاب فيديو كانت تعمل في أستوديو نوتي دوغ ، من أشهر أعمالها سلسلة أنشارتد ، كما عملت على سلسلة ليجاسي أوف كين (Legacy of kain) .

## التعليم
تخرجت من جامعة كاليفورنيا، بركلي ، بدرجة البكالوريوس في الأدب الإنجليزي .

## روابط خارجية
- إيمي هينيغ على موقع IMDb (الإنجليزية)
- إيمي هينيغ على موقع قاعدة بيانات الفيلم (الإنجليزية)